# Hypsognathus
Hypsognathus jest nazwą rodzajową roślinożernego gada z grupy anapsydów, żyjącego pod koniec triasu (od końca noryku, do końca retyku, około 205-200 milionów lat temu). Jego skamieniałości znaleziono na terenie stanu New Jersey i Nowej Szkocji. W związku z tym uważa się, że zwierzę to było rozpowszechnione na obszarze środkowo-zachodniej Pangei.
Było to zwierzę około 30-centymetrowej długości. Szerokie zęby policzkowe przystosowane były do rozcierania roślin. Na uwagę zasługują kolczaste wyrostki wokół głowy zwierzęcia. Mogły stanowić źródło ochrony przed takimi drapieżnikami, jak celofyz, czy postozuch. Być może całe jego ciało pokryte było analogicznymi wyrostkami ochronnymi.
Hypsognathus był jednym z późniejszych i najbardziej wyspecjalizowanych przedstawicieli rodziny Procolophonidae. Zamieszkiwał tereny pustynne, lub półpustynne. Wymarł podczas wymierania pod koniec retyku. Nisza zajmowana przez to zwierzę nie została wypełniona przez długi czas trwania jury.
| ← mln lat temuHypsognathus |          |            |          |          |           |         |          |         |          |           |      |    |
| Prekambr←4,6 mld           | Kambr541 | Ordowik485 | Sylur443 | Dewon419 | Karbon359 | Perm299 | Trias252 | Jura201 | Kreda145 | Paleog.66 | Ng23 | Q2 |